# نورث براذر
نورث براذر (بالإنجليزية: North brother)‏ هو جبل يقع في حديقة باكستر الحكومية بمقاطعة بيسكاتاكيس في ولاية مين. 